# Olga Elizabeth Hansberg Torres
Olga Elizabeth Hansberg Torres (Ciudad de México), filósofa mexicana, es miembro de la Junta de Gobierno de la Universidad Nacional Autónoma de México desde 2004.

## Trayectoria
Es doctora en Filosofía por la Facultad de Filosofía y Letras de la UNAM. Entre sus cargos más importantes ha sido directora del Instituto de Investigaciones Filosóficas y Coordinadora de Humanidades de la Universidad de 2000 a 2004.
Profesora de la Facultad de Filosofía y Letras de la UNAM en todos sus niveles e investigadora del Instituto de Investigaciones Filosóficas, actualmente pertenece al Sistema Nacional de Investigadores, nivel III, y tiene el nivel D en el PRIDE de la UNAM, miembro de asociaciones filosóficas tanto nacionales como internacionales y actualmente es presidenta de la Asociación Latinoamericana de Filosofía Analítica. Formó parte del consejo directivo de la Academia Mexicana de Ciencias.
Sus principales líneas de investigación se ubican en el área de filosofía de la mente. Se ha ocupado de temas tales como la relación mente-cuerpo, las características de las explicaciones psicológicas, la explicación de la acción, de los diversos estados mentales.
Ha sido responsable de proyectos colectivos de investigación financiados por Consejo Nacional de Ciencia y Tecnología (Conacyt).

## Publicaciones
- La naturaleza de la experiencia Vol. I: Sensaciones
- La naturaleza de la experiencia Vol. II: Percepción
- Responsabilidad y Libertad
- La diversidad de las emociones